# Kohgiluye und Boyer Ahmad
Kohgiluye und Boyer Ahmad (persisch کهگیلویه و بویراحمد Kohgīlūya va Boir-Aḥmad) ist eine der 31 Provinzen im Iran. Hauptstadt ist Yasudsch.
In der Provinz leben 713.052 Menschen (Volkszählung 2016). Die Fläche der Provinz erstreckt sich auf 15.504 Quadratkilometer. Die Bevölkerungsdichte beträgt 46 Einwohner pro Quadratkilometer.

## Geographie
Die Provinz liegt im südwestlichen Teil des Landes. Sie ist sehr gebirgig und hat Anteil am Zagros-Gebirge. Die höchste Erhebung ist der Dena mit 4409 Metern.

## Geschichte
Bis zum 23. Juni 1963 gehörte ein Teil dieser Provinz zu Fars und der andere Teil zu Chuzestan.

## Verwaltungsgliederung
Die Provinz gliedert sich in neun Verwaltungsbezirke:
- Basht
- Bahmai
- Boyer-Ahmad
- Cheram
- Dena
- Gachsaran
- Kohgeluyeh
- Landeh
- Margown

## Hochschulen
- Universität von Yasudsch
- Islamische Azad-Universität von Gachsaran